# Ellie Simmonds
Eleanor May Simmonds, meglio conosciuta come Ellie Simmonds (Glossop, 11 novembre 1994), è un'ex nuotatrice paralimpica inglese.
Arrivò per la prima volta a rappresentare la nazionale quando gareggiò alle Paralimpiadi estive del 2008 a Pechino, vincendo due medaglie d'oro per la Gran Bretagna. Aveva 13 anni ed era il membro più giovane della squadra.
Nel 2012 fu nuovamente selezionata per partecipare alle Paralimpiadi estive del 2012 di Londra dove vinse due medaglie d'oro, una di argento e una di bronzo e dove stabilì un record mondiale nei 400 metri stile libero. Alle Paralimpiadi estive del 2016 di Rio de Janeiro vinse un'altra medaglia d'oro, stabilendo un record mondiale nei 200 m misti, e una di bronzo.

## Biografia
Simmonds venne adottata e cresciuta ad Aldridge, una parte del Borgo metropolitano di Walsall. Completò la sua istruzione primaria alla Cooper and Jordan Cofe Primary prima di frequentare la Aldridge School e in seguito la Olchfa School a Swansea .
Simmonds, che soffre di acondroplasia, si è interessata al nuoto all'età di cinque anni. Ha nuotato per il Boldmere Swimming Club a Sutton Coldfield sotto la guida dell'allenatore capo Ashley Cox. All'età di 11 anni si trasferì con sua madre a Swansea per potersi allenare nella piscina olimpionica della città. Simmonds ha tre sorelle e un fratello .
Ha studiato psicologia all'Università di Loughborough in Inghilterra. Ha una relazione con Matt Dean.

## Carriera

### Nuoto
All'età di 13 anni Simmonds è stata la più giovane atleta britannica alle Paralimpiadi estive del 2008 di Pechino, gareggiando nei 50 metri, 100 metri e 400 metri stile libero, 50 metri farfalla e 200 metri misti e vincendo medaglie d'oro nei 100 metri e 400 metri stile libero.
Alle Paralimpiadi estive del 2012 a Londra Simmonds ha ripetuto la sua prestazione vincendo la medaglia d'oro nei 400 m stile libero e riuscendo ad abbassare di cinque secondi il record mondiale. Due giorni dopo, la sera del 3 settembre, ha vinto l'oro nei 200 m misti individuali, battendo il record mondiale che aveva stabilito nel turno di qualificazione quella mattina.
Il 12 settembre 2016, alle Paralimpiadi di Rio, Simmonds ha difeso la sua medaglia d'oro nei 200 metri misti individuali stabilendo un nuovo record mondiale, il primo sotto i 3 minuti a 2:59.81. Simmonds ha anche vinto una medaglia di bronzo nei 400 metri stile libero.
Oltre alle esperienze e alle medaglie olimpiche, Simmonds ha vinto dieci titoli mondiali nella categoria disabilità S6.
Il 2 settembre 2021 Simmonds ha annunciato il suo ritiro paralimpico dopo non essere arrivata a medaglie alle Paralimpiadi di Tokyo 2020.
Dopo essersi ritirata dal nuoto agonistico, Simmonds ha iniziato a condurre eventi sportivi per BBC Sport.

### Televisione
Il 7 agosto 2022 è stato annunciato che Simmonds avrebbe partecipato alla ventesima stagione dello show Strictly Come Dancing della BBC One con partner di ballo professionista Nikita Kuzmin. È stata eliminata nella settimana 7 dopo aver perso la gara di ballo contro Molly Rainford e Carlos Gu.
Simmonds ha gareggiato nel programma televisivo The Great Celebrity Bake-Off (serie 2, episodio 2) ed è apparsa in numerosi altri programmi televisivi tra cui Saturday Night Takeaway (Ellie Simmonds: Swimming with Dolphins), Would I Lie to You? e The Crystal Maze.

## Riconoscimenti
Simmonds ha vinto il premio BBC Young Sports Personality of the Year del 2008. Nel 2009, a soli 14 anni, Simmonds è stata nominata membro dell'Ordine dell'Impero Britannico durante il New Year Honours dalla Regina Elisabetta II diventando la persona più giovane a ricevere tale onorificenza. 
Nel 2011 Simmonds ha vinto il premio per la "Migliore prestazione sportiva britannica per un atleta con disabilità" ai Jaguar Academy of Sport Annual Awards.
Dopo le Paralimpiadi di Londra del 2012, per celebrare le sue due medaglie d'oro, due cassette postali della Royal Mail furono dipinte d'oro in suo onore, una ad Aldridge e una a Swansea.
Simmonds fu elevata al grado di Ufficiale dell'Ordine dell'Impero Britannico nel New Year Honours del 2013 per i servizi resi allo sport paralimpico.

## Beneficenza
Simmonds è molto impegnata in attività di beneficenza, concentrandosi in particolar modo sullo sport, sui giovani e sulla salvaguardia delle acque.

### Sport
Simmonds è una portavoce della Dwarf Sports Association UK insieme al nuotatore Matthew Whorwood. A gennaio 2019 è stata nominata nel consiglio del comitato organizzativo dei Giochi del Commonwealth di Birmingham del  2022.

### Giovani
Simmonds è un'ambasciatrice per The Scout Association.
È anche una leader Girlguiding a Manchester, conosciuta con il soprannome di Aqua Owl.
Simmonds è un'ambasciatrice per The Prince's Trust e ha lavorato nella loro campagna Change A Girls life.

### Salvaguardia delle acque
Simmonds è ambasciatrice della WaterAid.

## Palmarès

### Giochi paralimpici
| Anno | Manifestazione                 | Sede           | Evento                          | Risultato | Note |
| ---- | ------------------------------ | -------------- | ------------------------------- | --------- | ---- |
| 2008 | XIII Giochi paralimpici estivi | Pechino        | 100 metri stile libero S6       | Oro       |      |
| 2008 | XIII Giochi paralimpici estivi | Pechino        | 400 metri stile libero S6       | Oro       |      |
| 2012 | XIV Giochi paralimpici estivi  | Londra         | 400 metri stile libero S6       | Oro       |      |
| 2012 | XIV Giochi paralimpici estivi  | Londra         | 200 metri misti individuale SM6 | Oro       |      |
| 2012 | XIV Giochi paralimpici estivi  | Londra         | 100 metri stile libero S6       | Argento   |      |
| 2012 | XIV Giochi paralimpici estivi  | Londra         | 50 metri stile libero S6        | Bronzo    |      |
| 2016 | XV Giochi paralimpici estivi   | Rio de Janeiro | 200 metri misti individuale SM6 | Oro       |      |
| 2016 | XV Giochi paralimpici estivi   | Rio de Janeiro | 400 metri stile libero S6       | Bronzo    |      |

### Mondiali
| Anno | Manifestazione               | Sede      | Evento                                        | Risultato | Note |
| ---- | ---------------------------- | --------- | --------------------------------------------- | --------- | ---- |
| 2010 | Campionati mondiali di nuoto | Eindhoven | 100 metri stile libero classe S6              | Oro       |      |
| 2010 | Campionati mondiali di nuoto | Eindhoven | 200 metri misti individuale SM6               | Oro       |      |
| 2010 | Campionati mondiali di nuoto | Eindhoven | 50 metri stile libero classe S6               | Oro       |      |
| 2010 | Campionati mondiali di nuoto | Eindhoven | 400 metri stile libero classe S6              | Oro       |      |
| 2010 | Campionati mondiali di nuoto | Eindhoven | Staffetta 4x100 metri stile libero - 34 punti | Argento   |      |
| 2010 | Campionati mondiali di nuoto | Eindhoven | Staffetta 4x100 metri misto - 34 punti        | Argento   |      |
| 2010 | Campionati mondiali di nuoto | Eindhoven | Staffetta 4x50 metri misto - 20 punti         | Bronzo    |      |
| 2013 | Campionati mondiali di nuoto | Montreal  | 100 metri stile libero classe S6              | Oro       |      |
| 2013 | Campionati mondiali di nuoto | Montreal  | 400 metri stile libero classe S6              | Oro       |      |
| 2013 | Campionati mondiali di nuoto | Montreal  | 400 metri individuale misto classe SM6        | Oro       |      |
| 2013 | Campionati mondiali di nuoto | Montreal  | 50 metri stile libero classe S6               | Bronzo    |      |
| 2015 | Campionati mondiali di nuoto | Glasgow   | 200 metri individuale misto classe SM6        | Oro       |      |
| 2015 | Campionati mondiali di nuoto | Glasgow   | 400 metri stile libero classe S6              | Argento   |      |
| 2015 | Campionati mondiali di nuoto | Glasgow   | 100 metri rana classe SB6                     | Bronzo    |      |
| 2015 | Campionati mondiali di nuoto | Glasgow   | Staffetta 4x100 metri stile libero - 34 punti | Bronzo    |      |

### Mondiali (25 metri)
| Anno | Manifestazione                      | Sede           | Evento                                        | Risultato | Note |
| ---- | ----------------------------------- | -------------- | --------------------------------------------- | --------- | ---- |
| 2009 | Campionati mondiali di nuoto (25 m) | Rio de Janeiro | 50 metri stile libero classe S6               | Oro       |      |
| 2009 | Campionati mondiali di nuoto (25 m) | Rio de Janeiro | 100 metri stile libero classe S6              | Oro       |      |
| 2009 | Campionati mondiali di nuoto (25 m) | Rio de Janeiro | 400 metri stile libero classe S6              | Oro       |      |
| 2009 | Campionati mondiali di nuoto (25 m) | Rio de Janeiro | 200 metri individuale misto classe SM6        | Oro       |      |
| 2009 | Campionati mondiali di nuoto (25 m) | Rio de Janeiro | Staffetta 4x100 metri misto - 34 punti        | Oro       |      |
| 2009 | Campionati mondiali di nuoto (25 m) | Rio de Janeiro | Staffetta 4x100 metri stile libero - 34 punti | Oro       |      |
| 2009 | Campionati mondiali di nuoto (25 m) | Rio de Janeiro | 200 metri individuale misto classe SM6        | Argento   |      |

### Europei
| Anno | Manifestazione              | Sede      | Evento                                 | Risultato | Note |
| ---- | --------------------------- | --------- | -------------------------------------- | --------- | ---- |
| 2009 | Campionati europei di nuoto | Reykjavík | 50 metri stile libero classe S6        | Oro       |      |
| 2009 | Campionati europei di nuoto | Reykjavík | 100 metri stile libero classe S6       | Oro       |      |
| 2009 | Campionati europei di nuoto | Reykjavík | 400 metri stile libero classe S6       | Oro       |      |
| 2009 | Campionati europei di nuoto | Reykjavík | 200 metri individuale misto classe SM6 | Oro       |      |
| 2009 | Campionati europei di nuoto | Reykjavík | 4x100 metri stile libero classe S6     | Oro       |      |
| 2014 | Campionati europei di nuoto | Eindhoven | 400 metri stile libero classe S6       | Oro       |      |
| 2014 | Campionati europei di nuoto | Eindhoven | 100 metri rana classe S6               | Oro       |      |
| 2014 | Campionati europei di nuoto | Eindhoven | 50 metri stile libero classe S6        | Argento   |      |
| 2014 | Campionati europei di nuoto | Eindhoven | 100 metri stile libero classe S6       | Argento   |      |